# لالپیر پاور
لالپیر پاور (انگلیسی: Lalpir Power) شرکت برق پاکستانی است، که در سال ۱۹۹۴ توسط گروه نشاط تأسیس شد.